# 克魯普奇涅
50°4′41″N 35°49′0″E / 50.07806°N 35.81667°E
克魯普奇內（烏克蘭語：Крупчине）是位於烏克蘭東部的村莊，由哈爾科夫州博霍杜希夫區的博霍杜希夫市鎮負責管轄。該村始建於1730年，面積0.64平方公里，海拔高度159米，2001年人口78，人口密度每平方公里122人。